# Chi-Raq
Chi-Raq es una película estadounidense del año 2015 dirigida y producida por Spike Lee y coescrita por Lee y Kevin Willmott. Ambientada en Chicago, la película se centra en la violencia de las bandas que prevalece en los barrios del sur de la ciudad, en particular en el barrio de Englewood. Está basada en la comedia griega Lisístrata de Aristófanes, una obra clásica en la que las mujeres dejan de tener sexo con sus esposos como castigo por luchar en la guerra del Peloponeso. Fue protagonizada por Nick Cannon, Wesley Snipes, Teyonah Parris, Jennifer Hudson, Angela Bassett, John Cusack y Samuel L. Jackson.
Fue la primera película producida por Amazon Studios, estrenada en cines el 4 de diciembre de 2015 y en su servicio de vídeo a la carta Amazon Instant Video el 29 de diciembre.

## Sinopsis
En el sur de Chicago se libra una guerra entre dos bandas rivales: los espartanos, liderados por "Chi-Raq" y los troyanos, liderados por "Cyclops". La amante de Chi-Raq, Lisístrata, se desilusiona después de varios estallidos de violencia cerca de ella, incluyendo un tiroteo en un concierto, un ataque incendiario en su casa y la muerte de una joven. Como represalia, organiza una comitiva en la que las esposas o amantes de los miembros de las bandas se negarán a tener sexo con ellos hasta que firmen un acuerdo de paz.

## Reparto
- Nick Cannon es Demetrius "Chi-Raq" Dupree
- Wesley Snipes es Sean "Cyclops" Andrews
- Teyonah Parris es Lisístrata
- Anya Engel-Adams es Rasheeda
- Jennifer Hudson es Irene
- Angela Bassett es Helen Worthy
- John Cusack es Mike Corridan
- Samuel L. Jackson es Dolemedes
- Michelle Mitchenor es Indigo
- D. B. Sweeney es McCloud
- Harry J. Lennix es Blades
- La La Anthony es Hecuba
- Felicia Pearson es Dania
- Jay Washington es Besomighty
- Dave Chappelle es Morris
- Steve Harris es Ole Duke
- David Patrick Kelly es King Kong
- Irma P. Hall es Aesop
- Isiah Whitlock, Jr. es Bacchos